# Lasioglossum alpigenum
Lasioglossum alpigenum är en biart som först beskrevs av Dalla Torre 1877.  Lasioglossum alpigenum ingår i släktet smalbin, och familjen vägbin. Inga underarter finns listade i Catalogue of Life.